# 岩本桂一
岩本 桂一（いわもと けいいち　1965年7月21日 - ）は、日本の外交官。
東京外国語大学中国語学科卒業（昭和63年3月）。
鳥取県出身。

## 略歴
- 平成2年10月　外務省入省
- 平成22年7月　在中華人民共和国日本国大使館 参事官
- 平成25年7月　アジア大洋州局南部アジア部南東アジア第一課長
- 平成27年5月　経済局経済連携課長
- 平成29年9月　アジア大洋州局中国・モンゴル第一課長
- 令和元年8月　在ラオス日本国大使館 公使
- 令和3年12月　大臣官房参事官兼アジア大洋州局、アジア大洋州局南部アジア部
- 令和4年8月　大臣官房審議官（アジア大洋州局、アジア大洋州局南部アジア部担当）、太平洋島嶼国地域担当大使
- 令和6年1月　領事局長[2][3]

## 同期
- 麻妻信一（24年ナミビア大使）
- 新居雄介（24年イスラエル大使・22年国際情報統括官・21年国際情報統括官付兼総合外交政策局審議官）
- 伊従誠（23年シアトル総領事）
- 遠藤和也（24年フィリピン大使・22年国際協力局長・21年総合外交政策局兼領事局審議官）
- 大隅洋（23年サンフランシスコ総領事）
- 貴島善子（23年広州総領事）
- 小林麻紀（23年外務報道官・21年中南米局長・17年東京五輪組織委員会広報局長）
- 兒玉良則（23年ホノルル総領事）
- 徳田修一（24年在ロシア大使館公使・22年シドニー総領事）
- 野口泰（23年中南米局長・22年サンフランシスコ総領事・20年防衛省防衛政策局次長・17年サンパウロ総領事・15年宮崎県警察本部長）
- 山中修（24年シドニー総領事）